# Bahamas aux Jeux olympiques d'été de 2004
Les Bahamas participent aux Jeux olympiques d'été de 2004 à Athènes.

## Délégation
Les Bahamas sont représentés par vingt-deux sportifs dont treize hommes et neuf femmes engagés dans trois sports: l'athlétisme, la natation et le tennis.

## Médaillés bahaméens
- Or
  - Tonique Williams-Darling — Athlétisme, 400 m femmes
- - Debbie Ferguson - Athlétisme, 200 m femmes